# Noble scozzese
Noble è il nome di alcune monete scozzesi d'oro e d'argento. La prima moneta scozzese con questo nome fu coniata nel 1357 da re Davide II.
Una moneta d'argento con lo stesso nome fu coniata da Giacomo VI prima di accedere al trono di Inghilterra.

## Noble d'oro
La prima moneta d'oro scozzese fu introdotta nel 1357 da Davide II (1329-1371). Anche il groat scozzese fu emesso per la prima volta in questo periodo.
Davide riprese il tipo del noble coniato nel 1344 da Edoardo III d'Inghilterra. Nella moneta inglese al dritto era rappresentata una nave su cui c'era il re, in piedi con la spada della mano destra e lo scudo con le armi di Francia e Inghilterra nei quarti. Nella moneta inglese la legenda recitava EDWAR DGRA REX ANGL Z FRANC DNS HYB. ed al rovescio la legenda riportava una frase del Nuovo testamento: + IHC AUTEM TRANSIENS PER MEDIUM ILLORUM IBAT.. Il tipo del dritto commemorava la battaglia di Sluis, dove Edoardo batté la flotta dei francesi il 24 giugno 1340.
La moneta scozzese, coniata solo 13 anni dopo, riprendeva nei dettagli la moneta inglese: sullo scudo reale era rappresentato per la prima volta, su una moneta, lo stemma di Scozia, con il leone rampante, che era stato introdotto da Guglielmo I.
Al dritto la legenda + DAVID: DEI: GRA: REX: SCOTOROTVM intorno al re coronato stante di fronte in una nave, che tiene la spada e lo scudo con le armi di Scozia. Come già notato è la prima raffigurazione su una moneta dello stemma scozzese.
Il rovescio aveva la stessa legenda della moneta inglese: + IHC AUTEM TRANSIENS PER MEDIUM ILLORUM IBAT e lo stesso tipo: una croce fiorita in una cornice di otto archi.
Nel 1357 Adam Tor, che era il responsabile della zecca ricevette una patente con la quale divenne responsabile della coniazione dei due nuovi valori, il noble ed il groat.
Nella contabilità di Tor è menzionato "James Mulekyn" da Firenze, capo incisore per la Scozia e probabilmente responsabile dell'incisione e della fornitura dei conii delle nuove monete.
Aveva un peso di 120 grani Troy ed un titolo di 23,875 carati e valeva mezzo merk, cioè 6s 8d, cioè un terzo di sterlina scozzese. Peso e titolo coincidono con quelli della quarta emissione di Edoardo III del 1351.
Gli esemplari noti sono poche unità, meno di dieci.
Dopo Davide il noble d'oro non fu più coniato e la principale moneta d'oro scozzese divenne il lion.
La coniazione del noble fu ripresa da Giacomo VI che coniò un primo noble d'oro nel 1684, nella sua terza emissione, il Lion noble.
Recava al dritto la legenda POST 5 & 100 PROA' INVICTA MANENT HEC. Il tipo era del leone seduto di fronte che tiene con le zampe anteriori allargate lo scettro e la spada (armi di Scozia). Il tipo del dritto dà il nome alla moneta.
Al rovescio una croce i cui bracci sono formati dalle lettere "I" e "R" (Iacobus rex) e la legenda DEVS IVDICIVM TVVM REGI DA e l'anno.
Il valore era di £3 15s (75 scellini scozzesi).
Un'altra moneta d'oro con lo stesso nome dal valore di 146s 8d nel periodo 1588-90. Recava il cardo, uno dei simboli scozzesi da cui il nome di noble al cardo (gold thistle noble).
Al dritto era raffigurata una nave in mare; al centro scudo coronato con stemma di Scozia; sotto il cardo. Sulle bandiere a prua e a poppa rispettivamente le lettere "I" e "R". La legenda è IACOBVS 6 DEI GRATIA REX SCOTORVM.
Al rovescio c'era, all'interno di una cornice, due scettri decussati con una corona alle quattro estremità ed al centro un cardo che dà nome alla moneta. Nei quarti i leoni coronati di Scozia. Fuori dalla cornice quattro teste di cardo. Intorno la legenda FLORENT SCEPT[RA] PIIS REGNA HIS JOVA DAT NVMERATQ
I coni furono incisi da Thomas Foulis.

## Noble d'argento
Anche una moneta d'argento di nome noble fu battuto da Giacomo VI durante la sua seconda monetazione (1571-80), assieme al mezzo noble. Anche questa moneta aveva il valore di 6s 8d, come il noble di Davide II.
Lo stesso nome fu usato da Giacomo VI per alcune monete d'argento emesse prima di salire al trono d'Inghilterra.
Fu coniata dal 1572 al 1580.